# Lauren Montgomery
Lauren Montgomery (nascida em maio de 1980) é uma diretora de filme de animação e roteirista norte-americana. Ela é reconhecida por seu trabalho de roteirista para a televisão de animação e filmes de DVD. Ela dirigiu o filme Wonder Woman, Green Lantern: First Flight, Superman/Batman: Apocalypse, Justice League: Doom, e co-dirigiu com Sam Liu em Justice League: Crisis on Two Earths e Batman:Year One. Ela também trabalhou em Young Justice e realizou o roteiro do terceiro livro de Avatar: The Last Airbender para a Nickelodeon. Em 2012, Montgomery retornou à Nickelodeon e à franquia de Avatar como produtora e artista roteirista para uma sequência de séries de The Legend of Korra. Atualmente, ela está trabalhando como produtora executiva e co-diretora da série animada Voltron: Legendary Defender com Joaquim Dos Santos.

## Início de vida
Lauren Montgomery se interessou em desenho quando jovem e desenvolveu interesse em animação. Em 1998, ela se matriculou no programa de animação na Escola de Filme e Televisão da Loyola Marymount University, onde ela se graduou em 2002.

## Carreira

### Animação

#### Roteiro
Montgomery fez seu primeiro trabalho em He-Man and the Masters of the Universe animado por Mike Young Productions. Montgomery fez trabalhos de roteiro para séries de animação na televisão, como Ben 10 da Cartoon Network Studios, assim como trabalhos de roteiro para séries de televisão, Justice League Unlimited, em que o produtor Bruce Timm a elogiou pelo seu trabalho ser bem versátil.
Montgomery também fez trabalho de roteiro para o segundo filme da DC Universe film production, Justice League: The New Frontier, baseado na premiada novela gráfica Eisner Award por Darwyn Cooke, DC: The New Frontier. Ela também trabalhou nas características de animação de Next Avengers: Heroes of Tomorrow e Hulk Vs, propriedades da Marvel Comics pela Lions Gate Entertainment. Além disso, ela trabalhou nas características de G.I. Joe para a Reel FX Creative Studios e distribuído pela Paramount Pictures. Ela também trabalhou no seriado premiado pelo Emmy Avatar: The Last Airbender para a Nickelodeon/Nicktoons.

#### Direção
Montgomery fez sua estreia como diretora ao dirigir diversos episódios da série Legion of Super Heroes, e foi uma dos três diretores para os efeitos do filme Superman: Doomsday, dirigindo o segundo ato do filme. Em março de 2008, foi anunciado que ela seria a diretora para o filme Wonder Woman da Warner Premiere. A animação foi lançada em 3 de março de 2009. Adicionalmente, ela é a diretora do filme Green Lantern: First Flight, que foi lançada em 28 de julho de 2009. Em seguida, Montgomery co-dirigiu Justice League: Crisis on Two Earths (com Sam Liu) e dirigiu Superman/Batman: Apocalypse.

#### Produção
Montgomery trabalhou como uma supervisora de produção de The Legend of Korra, da Nickelodeon, criado por Bryan Konietzko e Michael Dante DiMartino. Antes, ela realizou um trabalho de roteiro para o terceiro livro do seriado original Avatar: The Last Airbender, também uma colaboração Konietzko/DiMartino.

### Ilustração
Montgomery também estreou um caderno de desenhos com história em quadrinhos e animação com o artista Eric Canete, intitulado Beauty and the Beast, publicado pela Black Velvet Studios. Ela também fez vários trabalhos de ilustração como autônoma, como a capa de ilustração da Nickleodeon Magazine, e uma ilustração de imprensa para o seriado Avatar.

### Estilo
De acordo com Montgomery, "Eu fui definitivamente influenciada pelos filmes da Disney. Havia desenhos que eu traçava e rascunhava quando era mais nova. Eu estudaria todas as princesas e as desenharia até que eu tivesse por baixo do coração. Minhas características faciais ainda são influenciadas pelo estilo de Bruce em Batman, e comecei a acompanhar anime e alguns estilos sutis em desenhos de anime. O vestuário é um pouco mais detalhado que a animação típica americana - mais confiável, mas ainda simplificada. É o jeito de desenhar seus corpos e roupas que eu mais ou menos incorporei nos meus desenhos, assim como determinados aspectos de como eu desenharia seus cabelos. Então, eu diria que eu tenho um pouco de estilos diferentes no meu estilo de arte."